# 大阪保健福祉専門学校
大阪保健福祉専門学校（おおさかほけんふくしせんもんがっこう）は、学校法人大阪滋慶学園が運営する大阪府大阪市淀川区にある専修学校。

## 沿革
- 1997年（平成9年） - 学校教育法に基づく専修学校として大阪市淀川区宮原に開校。看護学科、介護福祉科 昼間部・夜間部（現・介護福祉科I部・II部）、社会福祉科、健康科学科、医療福祉科（現・医療秘書・情報科）を設置。
- 1999年（平成11年） - 精神保健福祉科設置。（厚生労働大臣より精神保健福祉士一般養成施設指定設置）
- 2005年（平成17年） - 社会福祉専攻科設置。（厚生労働大臣より社会福祉士一般養成施設指定設置）
- 2008年（平成20年） - 保健看護学科設置。（厚生労働大臣より指定設置）
- 2009年（平成21年） - 保健保育科設置。
- 2012年（平成24年） - 看護通信教育科、社会福祉士通信教育科、精神保健福祉士通信教育科、保育士通信教育科を設置。

## 学科
【通学課程】
- 看護学科（昼間3年制）
- 介護福祉科（昼間2年制）
- 社会福祉科（昼間4年制）
- 保健保育科（昼夜開講2年制）
- 精神保健福祉科（夜間1年制） ※ 大学卒（見込者含む）、実務経験者対象
- 社会福祉専攻科（夜間1年制） ※ 大学卒（見込者含む）、実務経験者対象
- 専攻科（昼間1年制） ※ 大学、短大、専門学校卒（見込者含む）等対象

【通信教育課程】
- 看護通信教育科（通信制2年）※ 准看護師（実務経験7年以上）対象
- 保育士通信教育科（通信制3年）

## 提携校
- 埼玉県にある人間総合科学大学と提携を結び、学士号取得支援教育（ダブルスクール制度）を実施している。